# 2024年至2025年德国足球地区联赛
2024年至2025年德国足球地区联赛（德語：Fußball-Regionalliga 2024/25）是德国足球地区联赛作为德国第四级赛事的第17个赛季，也是改革为五轨赛制后的第12个赛季。自2018-19赛季起，将产生4个升入德丙联赛的名额。在本赛季中，来自巴伐利亚、西南和西部地区联赛的冠军都可直接升级。来自北部和东北地区联赛的冠军则需参加两场主客場制的升级资格赛，以确定第四个升级名额。

## 地区联赛构成
1. 由巴伐利亚足球协会辖下18支球队参加的2024年至2025年巴伐利亚地区联赛
2. 由德国北部足球协会辖下18支球队参加的2024年至2025年北部地区联赛
3. 由德国东北足球协会辖下18支球队参加的2024年至2025年东北地区联赛
4. 由德国西南足球地区协会及德国南部足球协会（巴伐利亚足协除外）辖下18支球队参加的2024年至2025年西南地区联赛
5. 由德国西部足球协会辖下18支球队参加的2024年至2025年西部地区联赛

## 升级资格赛
德丙升级资格赛由东北地区联赛和北部地区联赛的冠军参加。主客場制两回合资格赛的胜者可升入2025年至2026年德国足球丙级联赛。如果球队放弃参赛，或者没有任何球队能够通过地区联赛的竞技成绩入围，则升级名额将通过抽签产生。比赛顺序同样由抽签决定，资格赛原定于2025年5月25日和31日举行，但由于莱比锡火车头入围了2025年5月24日举行的2024-25赛季萨克森杯决赛，比赛遂延至2025年5月28日和6月1日举行。

| 第一隊       | 總比數 Tooltip Aggregate score | 第二隊   | 回合 1 | 回合 2       |
| ------------ | ------------------------------ | -------- | ------ | ------------ |
| 莱比锡火车头 | 1–4                            | 哈费尔泽 | 1–1    | 0–3 （加时） |

所有时间均为欧洲中部夏令时间（UTC+2）
| 2025年5月28日 19:00 |

| 莱比锡火车头 | 1–1  | 哈费尔泽   |
| ------------ | ---- | ---------- |
| 采维斯 90+1' | 報告 | 伊利奇 89' |

| 莱比锡布鲁诺·普拉赫体育场 觀眾人數：10,080 ：米夏埃尔·巴赫尔 |

| 2025年6月1日 13:30 |

| 哈费尔泽                                   | 3–0 （加時賽） | 莱比锡火车头 |
| ------------------------------------------ | -------------- | ------------ |
| - 迪克尔 95' - 伊利奇 109' - 帕尔迪诺 114' | 報告           |              |

| 加布森威廉·朗雷尔体育场 觀眾人數：2,300 ：帕特里克·阿尔特 |